# Hradisko
Hradisko este o comună slovacă, aflată în districtul Kežmarok din regiunea Prešov. Localitatea se află la altitudinea de 830 m deasupra n.m., se întinde pe o suprafață de 3,37 km2 și în 2017 număra 99 de locuitori.

## Demografie
| An:                | 1994 | 2004    | 2014   | 2024   |
| ------------------ | ---- | ------- | ------ | ------ |
| Număr de persoane: | 113  | 101     | 99     | 98     |
| Diferență:         |      | −10,61% | −1,98% | −1,01% |

| An:                | 2023 | 2024 |
| ------------------ | ---- | ---- |
| Număr de persoane: | 98   | 98   |
| Diferență:         |      | +0%  |